# Liste der Bodendenkmäler in Bad Staffelstein
Auf dieser Seite sind die Bodendenkmäler in der oberfränkischen Stadt Bad Staffelstein zusammengestellt. Diese Tabelle ist eine Teilliste der Liste der Bodendenkmäler in Bayern. Grundlage ist die Bayerische Denkmalliste, die auf Basis des Bayerischen Denkmalschutzgesetzes vom 1. Oktober 1973 erstmals erstellt wurde und seither durch das Bayerische Landesamt für Denkmalpflege geführt wird. Die folgenden Angaben ersetzen nicht die rechtsverbindliche Auskunft der Denkmalschutzbehörde.

## Bodendenkmäler der Gemeinde Bad Staffelstein

### Ortsteil Altenbanz
| Lage                 | Objekt | Akten-Nr.     | Bild |
| -------------------- | --- | ------------- | ---- |
| Altenbanz (Standort) | Siedlung der Linearbandkeramik. | D-4-5831-0047 |      |
| Altenbanz (Standort) | Siedlung der Linearbandkeramik. | D-4-5831-0048 |      |
| Altenbanz (Standort) | Höhensiedlung des Neolithikums und der mittleren Bronzezeit sowie Burgstall des Mittelalters. | D-4-5831-0052 |      |
| Altenbanz (Standort) | Befestigung des frühen Mittelalters. | D-4-5831-0055 |      |
| Altenbanz (Standort) | Archäologische Befunde im Bereich der im Kern spätmittelalterlichen Katholischen Pfarrkirche St. Laurentius von Altenbanz mit früh- und hochmittelalterlichen Vorgängerbauten sowie Körpergräbern karolingisch-ottonischer Zeitstellung. | D-4-5831-0057 |      |
| Altenbanz (Standort) | Siedlung vor- und frühgeschichtlicher Zeitstellung. | D-4-5831-0157 |      |

### Ortsteil Bad Staffelstein
| Lage                        | Objekt | Akten-Nr.     | Bild |
| --------------------------- | --- | ------------- | ---- |
| Bad Staffelstein (Standort) | Siedlung der jüngeren Latènezeit. | D-4-5831-0067 |      |
| Bad Staffelstein (Standort) | Archäologische Befunde des Mittelalters und der frühen Neuzeit im Bereich der frühneuzeitlichen Katholischen Kapelle Hl. Kreuz in Bad Staffelstein.                                                                        | D-4-5831-0153 |      |
| Bad Staffelstein (Standort) | Siedlung vorgeschichtlicher Zeitstellung und des frühen Mittelalters. | D-4-5831-0165 |      |
| Bad Staffelstein (Standort) | Bestattungsplatz der späten Bronzezeit und der Urnenfelderzeit. | D-4-5832-0117 |      |
| Bad Staffelstein (Standort) | Siedlung der jüngeren Latènezeit und der frühen römischen Kaiserzeit. | D-4-5832-0119 |      |
| Bad Staffelstein (Standort) | Bestattungsplatz mit Körpergräbern der frühen Neuzeit. | D-4-5832-0170 |      |
| Bad Staffelstein (Standort) | Siedlung der Hallstattzeit. | D-4-5832-0175 |      |
| Bad Staffelstein (Standort) | Archäologische Befunde des Mittelalters und der frühen Neuzeit im Bereich der Altstadt von Bad Staffelstein mit ehemalige befestigter Kernstadt und Vorstadtarealen.                                                       | D-4-5832-0228 |      |
| Bad Staffelstein (Standort) | Archäologische Befunde des Mittelalters und der frühen Neuzeit im Bereich der spätmittelalterlichen Befestigung der Kernstadt von Bad Staffelstein.                                                                        | D-4-5832-0229 |      |
| Bad Staffelstein (Standort) | Archäologische Befunde des Mittelalters und der frühen Neuzeit im Bereich der im Kern spätmittelalterlichen Katholischen Stadtpfarrkirche St. Kilian und Georg von Bad Staffelstein, darunter Befunde von Vorgängerbauten. | D-4-5832-0230 |      |
| Bad Staffelstein (Standort) | Archäologische Befunde des Mittelalters und der frühen Neuzeit im Bereich der spätmittelalterlichen bis frühneuzeitlichen Katholischen Kapelle St. Anna in Bad Staffelstein.                                               | D-4-5832-0231 |      |
| Bad Staffelstein (Standort) | Archäologische Befunde des Mittelalters und der frühen Neuzeit im Bereich der frühneuzeitlichen Katholischen Kapelle St. Georg in Bad Staffelstein, darunter Befunde von Vorgängerbauten.                                  | D-4-5832-0232 |      |
| Bad Staffelstein (Standort) | Bestattungsplatz mit Körpergräbern der karolingisch-ottonischen Zeit. | D-4-5931-0007 |      |
| Bad Staffelstein (Standort) | Bestattungsplatz der Urnenfelderzeit und Siedlung vor- und frühgeschichtlicher Zeitstellung. | D-4-5931-0010 |      |
| Bad Staffelstein (Standort) | Bestattungsplatz mit Grabhügeln vorgeschichtlicher Zeitstellung. | D-4-5932-0007 |      |
| Bad Staffelstein (Standort) | Siedlung der Linearbandkeramik. | D-4-5932-0265 |      |
| Bad Staffelstein (Standort) | Bestattungsplatz mit Grabhügeln vorgeschichtlicher Zeitstellung. | D-4-5932-0322 |      |

### Ortsteil Draisdorf
| Lage                 | Objekt                                                                                               | Akten-Nr.     | Bild |
| -------------------- | --- | ------------- | ---- |
| Draisdorf (Standort) | Freilandstation des Mesolithikums und Siedlung der römischen Kaiserzeit und des frühen Mittelalters. | D-4-5931-0090 |      |

### Ortsteil Frauendorf
| Lage                  | Objekt | Akten-Nr.     | Bild |
| --------------------- | --- | ------------- | ---- |
| Frauendorf (Standort) | Bestattungsplatz mit Grabhügel vorgeschichtlicher Zeitstellung.                                                                                      | D-4-5932-0088 |      |
| Frauendorf (Standort) | Bestattungsplatz mit Grabhügel vorgeschichtlicher Zeitstellung.                                                                                      | D-4-5932-0091 |      |
| Frauendorf (Standort) | Bestattungsplatz mit Grabhügeln vorgeschichtlicher Zeitstellung.                                                                                     | D-4-5932-0092 |      |
| Frauendorf (Standort) | Bestattungsplatz mit Grabhügel vorgeschichtlicher Zeitstellung.                                                                                      | D-4-5932-0093 |      |
| Frauendorf (Standort) | Bestattungsplatz mit Grabhügeln vorgeschichtlicher Zeitstellung.                                                                                     | D-4-5932-0094 |      |
| Frauendorf (Standort) | Bestattungsplatz mit Grabhügeln vorgeschichtlicher Zeitstellung                                                                                      | D-4-5932-0095 |      |
| Frauendorf (Standort) | Bestattungsplatz mit weitgehend verebnetem Grabhügel vorgeschichtlicher Zeitstellung.                                                                | D-4-5932-0097 |      |
| Frauendorf (Standort) | Siedlung der Hallstattzeit und der frühen Latènezeit sowie Bestattungsplatz vorgeschichtlicher Zeitstellung.                                         | D-4-5932-0098 |      |
| Frauendorf (Standort) | Archäologische Befunde des Mittelalters und der frühen Neuzeit im Bereich der frühneuzeitlichen Katholischen Pfarrkirche St. Ägidius von Frauendorf. | D-4-5932-0099 |      |
| Frauendorf (Standort) | Abschnittsbefestigung des frühen Mittelalters. | D-4-5932-0100 |      |
| Frauendorf (Standort) | Siedlung der frühen Latènezeit. | D-4-5932-0220 |      |
| Frauendorf (Standort) | Bestattungsplatz mit Grabhügel vorgeschichtlicher Zeitstellung.                                                                                      | D-4-5932-0256 |      |

### Ortsteil Grundfeld
| Lage                 | Objekt | Akten-Nr.     | Bild |
| -------------------- | --- | ------------- | ---- |
| Grundfeld (Standort) | Bestattungsplatz der Urnenfelderzeit. | D-4-5832-0122 |      |
| Grundfeld (Standort) | Bestattungsplatz des Jungneolithikums, der Urnenfelderzeit und der Hallstattzeit sowie Siedlung der älteren Latènezeit.                                                                   | D-4-5832-0161 |      |
| Grundfeld (Standort) | Archäologische Befunde des Mittelalters und der frühen Neuzeit im Bereich des ehemaligen Zisterzienserklosters von Vierzehnheiligen, säkularisiert 1803.                                  | D-4-5832-0171 |      |
| Grundfeld (Standort) | Archäologische Befunde des Mittelalters und der frühen Neuzeit, darunter solche von Vorgängerbauten, im Bereich der Katholischen Wallfahrtskirche Maria Himmelfahrt von Vierzehnheiligen. | D-4-5832-0172 |      |
| Grundfeld (Standort) | Siedlung vorgeschichtlicher Zeitstellung. | D-4-5832-0240 |      |
| Grundfeld (Standort) | Siedlung vorgeschichtlicher Zeitstellung. | D-4-5832-0241 |      |

### Ortsteil Horsdorf
| Lage                | Objekt | Akten-Nr.     | Bild |
| ------------------- | --- | ------------- | ---- |
| Horsdorf (Standort) | Siedlung vor- und frühgeschichtlicher Zeitstellung.                                                       | D-4-5931-0111 |      |
| Horsdorf (Standort) | Siedlung des Neolithikums.                                                                                | D-4-5931-0124 |      |
| Horsdorf (Standort) | Siedlung der Urnenfelderzeit oder der Hallstattzeit, der römischen Kaiserzeit und des frühen Mittelalters | D-4-5932-0182 |      |
| Horsdorf (Standort) | Bestattungsplatz mit Grabhügeln vorgeschichtlicher Zeitstellung.                                          | D-4-5932-0323 |      |

### Ortsteil Kümmel
| Lage              | Objekt | Akten-Nr.     | Bild |
| ----------------- | --- | ------------- | ---- |
| Kümmel (Standort) | Bestattungsplatz mit Grabhügeln vorgeschichtlicher Zeitstellung mit Bestattungen der Bronzezeit, der Hallstattzeit und der Frühlatènezeit. | D-4-5932-0104 |      |

### Ortsteil Nedensdorf
| Lage                  | Objekt | Akten-Nr.     | Bild |
| --------------------- | --- | ------------- | ---- |
| Nedensdorf (Standort) | Freilandstation des Mittelpaläolithikums und des Mesolithikums. | D-4-5831-0059 |      |
| Nedensdorf (Standort) | Siedlung des Jung- bis Endneolithikums. | D-4-5831-0084 |      |
| Nedensdorf (Standort) | Freilandstation des Mittel- und Jungpaläolithikums sowie des Mesolithikums, Siedlung des Jung- bis Endneolithikums und der Urnenfelderzeit sowie Bestattungsplatz der Urnenfelderzeit. | D-4-5831-0093 |      |

### Ortsteil Oberküps
| Lage                | Objekt                                                           | Akten-Nr.     | Bild |
| ------------------- | ---------------------------------------------------------------- | ------------- | ---- |
| Oberküps (Standort) | Bestattungsplatz mit Grabhügeln vorgeschichtlicher Zeitstellung. | D-4-5932-0257 |      |

### Ortsteil Oberlangheim
| Lage                    | Objekt                                                           | Akten-Nr.     | Bild |
| ----------------------- | ---------------------------------------------------------------- | ------------- | ---- |
| Oberlangheim (Standort) | Bestattungsplatz mit Grabhügeln vorgeschichtlicher Zeitstellung. | D-4-5932-0003 |      |

### Ortsteil Schwabthal
| Lage                  | Objekt | Akten-Nr.     | Bild |
| --------------------- | --- | ------------- | ---- |
| Schwabthal (Standort) | Bestattungsplatz mit Grabhügeln vorgeschichtlicher Zeitstellung. | D-4-5932-0031 |      |
| Schwabthal (Standort) | Bestattungsplatz mit Grabhügeln vorgeschichtlicher Zeitstellung. | D-4-5932-0057 |      |
| Schwabthal (Standort) | Bestattungsplatz mit Grabhügel vorgeschichtlicher Zeitstellung. | D-4-5932-0058 |      |
| Schwabthal (Standort) | Bestattungsplatz mit verebneten Grabhügeln vorgeschichtlicher Zeitstellung. | D-4-5932-0060 |      |
| Schwabthal (Standort) | Bestattungsplatz mit Grabhügel vorgeschichtlicher Zeitstellung. | D-4-5932-0061 |      |
| Schwabthal (Standort) | Bestattungsplatz mit Grabhügel vorgeschichtlicher Zeitstellung. | D-4-5932-0062 |      |
| Schwabthal (Standort) | Bestattungsplatz mit großenteils verebneten Grabhügeln vorgeschichtlicher Zeitstellung mit Bestattungen der mittleren Bronzezeit und der Hallstattzeit.                                                        | D-4-5932-0063 |      |
| Schwabthal (Standort) | Siedlung des Endneolithikums, der Urnenfelderzeit und der Hallstattzeit sowie Bestattungsplatz des frühen Mittelalters.                                                                                        | D-4-5932-0064 |      |
| Schwabthal (Standort) | Abschnittsbefestigung des frühen Mittelalters und vermutlich vorgeschichtlicher Zeitstellung. | D-4-5932-0067 |      |
| Schwabthal (Standort) | Bestattungsplatz mit verebneten Grabhügeln vorgeschichtlicher Zeitstellung. | D-4-5932-0070 |      |
| Schwabthal (Standort) | Mittelalterlicher Burgstall. | D-4-5932-0071 |      |
| Schwabthal (Standort) | Bestattungsplatz mit verebneten Grabhügeln vorgeschichtlicher Zeitstellung mit Bestattungen der Hallstattzeit.                                                                                                 | D-4-5932-0072 |      |
| Schwabthal (Standort) | Mittelalterlicher Burgstall. | D-4-5932-0073 |      |
| Schwabthal (Standort) | Freilandstation des Jung- bis Spätpaläolithikums und des Mesolithikums, Siedlung der Linearbandkeramik und der Hallstattzeit sowie Bestattungsplatz mit verebneten Grabhügeln vorgeschichtlicher Zeitstellung. | D-4-5932-0077 |      |
| Schwabthal (Standort) | Felsturm mit Nutzungsphasen der Linearbandkeramik und der Metallzeiten sowie Siedlung der Schnurkeramik. | D-4-5932-0078 |      |
| Schwabthal (Standort) | Bestattungsplatz der Schnurkeramik. | D-4-5932-0080 |      |
| Schwabthal (Standort) | Siedlung vorgeschichtlicher Zeitstellung. | D-4-5932-0082 |      |
| Schwabthal (Standort) | Siedlung der frühen Latènezeit. | D-4-5932-0083 |      |
| Schwabthal (Standort) | Siedlung vorgeschichtlicher Zeitstellung. | D-4-5932-0084 |      |
| Schwabthal (Standort) | Siedlung vorgeschichtlicher Zeitstellung. | D-4-5932-0085 |      |
| Schwabthal (Standort) | Siedlung des Neolithikums. | D-4-5932-0086 |      |
| Schwabthal (Standort) | Siedlung der Hallstattzeit, der jüngeren Latènezeit und des frühen Mittelalters. | D-4-5932-0176 |      |
| Schwabthal (Standort) | Freilandstation des Mesolithikums. | D-4-5932-0177 |      |
| Schwabthal (Standort) | Bestattungsplatz mit weitgehend verebnetem Grabhügel vorgeschichtlicher Zeitstellung. | D-4-5932-0183 |      |
| Schwabthal (Standort) | Siedlung vorgeschichtlicher Zeitstellung. | D-4-5932-0187 |      |
| Schwabthal (Standort) | Siedlung vorgeschichtlicher Zeitstellung. | D-4-5932-0188 |      |
| Schwabthal (Standort) | Siedlung der jüngeren Latènezeit. | D-4-5932-0205 |      |
| Schwabthal (Standort) | Siedlung der jüngeren Latènezeit. | D-4-5932-0209 |      |
| Schwabthal (Standort) | Siedlung der Urnenfelderzeit. | D-4-5932-0210 |      |
| Schwabthal (Standort) | Bestattungsplatz der Hallstattzeit und Siedlung des späten Mittelalters und der frühen Neuzeit. | D-4-5932-0218 |      |
| Schwabthal (Standort) | Siedlung der mittleren bis späten Bronzezeit, der jüngeren Latènezeit und des hohen und späten Mittelalters.                                                                                                   | D-4-5932-0254 |      |
| Schwabthal (Standort) | Siedlung der Urnenfelderzeit und der jüngeren Latènezeit. | D-4-5932-0255 |      |
| Schwabthal (Standort) | Felsformation Kemitzenstein mit Nutzungsschichten der Schnurkeramik, der Bronzezeit und der Urnenfelderzeit, der späten römischen Kaiserzeit sowie des frühen und hohen Mittelalters.                          | D-4-5932-0262 |      |

### Ortsteil Schönbrunn
| Lage                  | Objekt | Akten-Nr.     | Bild |
| --------------------- | --- | ------------- | ---- |
| Schönbrunn (Standort) | Mittelalterlicher Turmhügel. | D-4-5832-0103 |      |
| Schönbrunn (Standort) | Bestattungsplatz der Urnenfelderzeit. | D-4-5832-0104 |      |
| Schönbrunn (Standort) | Siedlung der Endlatènezeit. | D-4-5832-0105 |      |
| Schönbrunn (Standort) | Freilandstation des Mesolithikums sowie Siedlung der Linearbandkeramik, der Urnenfelderzeit, der Hallstattzeit und der frühen Latènezeit. | D-4-5832-0160 |      |

### Ortsteil Stadel
| Lage              | Objekt | Akten-Nr.     | Bild |
| ----------------- | --- | ------------- | ---- |
| Stadel (Standort) | Freilandstation des Mesolithikums und Siedlung der Linearbandkeramik.                                                      | D-4-5831-0040 |      |
| Stadel (Standort) | Bestattungsplatz mit Grabhügeln vorgeschichtlicher Zeitstellung mit Bestattungen der Hallstattzeit und der Frühlatènezeit. | D-4-5831-0043 |      |
| Stadel (Standort) | Bestattungsplatz mit Grabhügeln vorgeschichtlicher Zeitstellung.                                                           | D-4-5831-0120 |      |

### Ortsteil Uetzing
| Lage               | Objekt | Akten-Nr.     | Bild |
| ------------------ | --- | ------------- | ---- |
| Uetzing (Standort) | Höhensiedlung des Neolithikums und der Latènezeit sowie Befestigung vorgeschichtlicher Zeitstellung auf dem Alten Staffelberg. | D-4-5832-0125 |      |
| Uetzing (Standort) | Bestattungsplatz mit Grabhügeln vorgeschichtlicher Zeitstellung. | D-4-5932-0032 |      |
| Uetzing (Standort) | Bestattungsplatz mit Grabhügel vorgeschichtlicher Zeitstellung. | D-4-5932-0033 |      |
| Uetzing (Standort) | Bestattungsplatz mit Körper- und Brandbestattungen der Hallstattzeit sowie Siedlung vorgeschichtlicher Zeitstellung. | D-4-5932-0035 |      |
| Uetzing (Standort) | Bestattungsplatz mit verebnetem Grabhügel vorgeschichtlicher Zeitstellung mit Bestattungen der mittleren Bronzezeit. | D-4-5932-0036 |      |
| Uetzing (Standort) | Bestattungsplatz mit Grabhügeln vorgeschichtlicher Zeitstellung. | D-4-5932-0038 |      |
| Uetzing (Standort) | Bestattungsplatz mit weitgehend verebnetem Grabhügel vorgeschichtlicher Zeitstellung. | D-4-5932-0039 |      |
| Uetzing (Standort) | Siedlung der Urnenfelderzeit, der jüngeren Latènezeit und des frühen Mittelalters. | D-4-5932-0040 |      |
| Uetzing (Standort) | Bestattungsplatz der frühen Latènezeit. | D-4-5932-0042 |      |
| Uetzing (Standort) | Siedlung der jüngeren Latènezeit. | D-4-5932-0175 |      |
| Uetzing (Standort) | Siedlung der Latènezeit. | D-4-5932-0204 |      |
| Uetzing (Standort) | Siedlung der jüngeren Latènezeit. | D-4-5932-0206 |      |
| Uetzing (Standort) | Siedlung der Urnenfelderzeit. | D-4-5932-0217 |      |
| Uetzing (Standort) | Siedlung des späten Mittelalters und der frühen Neuzeit. | D-4-5932-0221 |      |
| Uetzing (Standort) | Siedlung der jüngeren Latènezeit. | D-4-5932-0238 |      |
| Uetzing (Standort) | Siedlung der Urnenfelderzeit. | D-4-5932-0243 |      |
| Uetzing (Standort) | Siedlung der frühen bis mittleren Bronzezeit. | D-4-5932-0250 |      |
| Uetzing (Standort) | Siedlung des Endneolithikums. | D-4-5932-0252 |      |
| Uetzing (Standort) | Bestattungsplatz mit Grabhügeln vorgeschichtlicher Zeitstellung. | D-4-5932-0253 |      |
| Uetzing (Standort) | Siedlung der Urnenfelderzeit und der Hallstattzeit. | D-4-5932-0263 |      |
| Uetzing (Standort) | Siedlung der Urnenfelderzeit. | D-4-5932-0315 |      |
| Uetzing (Standort) | Archäologische Befunde des Mittelalters und der frühen Neuzeit, darunter von Vorgängeranlagen und Bestattungen, im Bereich der spätmittelalterlichen und frühneuzeitlichen Katholischen Pfarrkirche St. Johannes Baptista von Uetzing. | D-4-5932-0317 |      |

### Ortsteil Unnersdorf
| Lage                  | Objekt | Akten-Nr.     | Bild |
| --------------------- | --- | ------------- | ---- |
| Unnersdorf (Standort) | Befestigung des frühen Mittelalters sowie Höhensiedlung vorgeschichtlicher Zeitstellung. | D-4-5831-0056 |      |
| Unnersdorf (Standort) | Archäologische Befunde im Bereich des mittelalterlichen und frühneuzeitlichen ehemalige Benediktinerklosters Banz mit Katholischen Pfarrkirche St. Peter und Dionysius; im Klosterbereich vorangehend hochmittelalterliche Burganlage. | D-4-5832-0113 |      |

### Ortsteil Unterzettlitz
| Lage                     | Objekt | Akten-Nr.     | Bild |
| ------------------------ | --- | ------------- | ---- |
| Unterzettlitz (Standort) | Freilandstation des Paläolithikums und des Mesolithikums sowie Höhensiedlung des Jung- bis Endneolithikums und der Metallzeiten.                                        | D-4-5831-0060 |      |
| Unterzettlitz (Standort) | Siedlung des Spät- bis Endneolithikums sowie der Urnenfelderzeit, der Hallstattzeit und der frühen Latènezeit.                                                          | D-4-5831-0090 |      |
| Unterzettlitz (Standort) | Freilandstation des Mittelpaläolithikums und des Mesolithikums sowie Siedlung des Jung- bis Endneolithikums, der Urnenfelderzeit, der Hallstattzeit und der Latènezeit. | D-4-5931-0003 |      |
| Unterzettlitz (Standort) | Siedlung der Urnenfelderzeit. | D-4-5931-0112 |      |
| Unterzettlitz (Standort) | Siedlung vor- und frühgeschichtlicher Zeitstellung. | D-4-5931-0114 |      |
| Unterzettlitz (Standort) | Freilandstation des Mesolithikums und Siedlung des Endneolithikums, der frühen bis mittleren Bronzezeit, der Urnenfelderzeit sowie der Latènezeit.                      | D-4-5931-0135 |      |
| Unterzettlitz (Standort) | Siedlung der frühen bis mittleren Bronzezeit, der späten Hallstattzeit und der frühen Latènezeit.                                                                       | D-4-5931-0201 |      |

### Ortsteil Wiesen
| Lage              | Objekt | Akten-Nr.     | Bild |
| ----------------- | --- | ------------- | ---- |
| Wiesen (Standort) | Bestattungsplatz mit Grabhügeln vorgeschichtlicher Zeitstellung.                                                                                              | D-4-5831-0095 |      |
| Wiesen (Standort) | Bestattungsplatz mit Grabhügeln vorgeschichtlicher Zeitstellung.                                                                                              | D-4-5831-0096 |      |
| Wiesen (Standort) | Siedlung der Urnenfelderzeit. | D-4-5931-0136 |      |
| Wiesen (Standort) | Archäologische Befunde des Mittelalters und der frühen Neuzeit im Bereich der im Kern spätmittelalterlichen Katholischen Filialkirche St. Andreas von Wiesen. | D-4-5931-0200 |      |

### Ortsteil Wolfsdorf
| Lage                 | Objekt | Akten-Nr.     | Bild |
| -------------------- | --- | ------------- | ---- |
| Wolfsdorf (Standort) | Siedlung der späten Hallstatt- und frühen Latènezeit, der jüngeren Latènezeit und der römischen Kaiserzeit. | D-4-5832-0237 |      |
| Wolfsdorf (Standort) | Freilandstation des Mesolithikums sowie Siedlung des Neolithikums und der jüngeren Latènezeit. | D-4-5832-0242 |      |
| Wolfsdorf (Standort) | Bestattungsplatz mit Grabhügeln vorgeschichtlicher Zeitstellung. | D-4-5832-0244 |      |
| Wolfsdorf (Standort) | Station des Mesolithikums, Höhensiedlung des Jung- und Endneolithikums und der Urnenfelderzeit, befestigte Höhensiedlung der späten Hallstatt- und älteren Latènezeit, befestigte Großsiedlung der jüngeren Latènezeit sowie befestigte Höhensiedlung der römischen Kaiserzeit oder der Völkerwanderungszeit und des frühen Mittelalters im Bereich des Staffelbergs, außerdem archäologische Befunde des Mittelalters und der frühen Neuzeit im Bereich der Katholischen Wallfahrtskapelle St. Adelgundis. | D-4-5932-0008 |      |